# Pryntyl
Pryntyl è un brano musicale dell'artista italiano Vinicio Capossela, estratto come primo singolo dal suo album di inediti Marinai, profeti e balene.
Il singolo è stato pubblicato su iTunes ed entra in rotazione radiofonica il 20 aprile 2011, anticipando l'album, pubblicato il 26 aprile 2011.
Questo brano si ispira al romanzo del 1950 "Scandalo negli abissi", di Louis-Ferdinand Céline. Il testo narra le vicende della sirena Pryntyl che, dopo aver ottenuto le gambe in cambio della coda, balla e canta in sirenese.
Il video ufficiale viene pubblicato il 13 giugno 2011 sul canale YouTube del cantante.

## Tracce
Download digitale
1. Pryntyl